# Revolución de las sabanas
La revolución de las Sabanas (o rebelión de las sotanas) fue un alzamiento campesino favorable al realismo, ocurrido entre septiembre y diciembre de 1812 y enfrentado al Estado Libre de Cartagena, que acabó derrotándole.

## Antecedentes

### Situación previa
A mediados de 1812, los realistas de Santa Marta se preparaban para marchar contra la rica Cartagena de Indias, capital de una provincia de 200 000 habitantes. El puerto tenía 16 000 habitantes y la ciudad de Santa Cruz de Mompox (Mompós), bajo su control, 7000. Según el historiador Anthony McFarlane, en las llanuras del bajo río Magdalena hasta Santa Cruz de Lorica, que incluían las sabanas de Tolú y el valle del río Sinú, vivían unas 30 000 personas, de las cuales un tercio eran hombres adultos en edad militar. En cambio, Joaquín de Escobar estimaba que tenían 50 000 habitantes, de los que unos 12 500 serían hombres capaces de tomar las armas.
En 1535 comenzó la conquista española de la región con la fundación de Tolú y se estableció un sistema económico basado en las encomiendas, reemplazadas a finales de la centuria por las haciendas dedicadas a la ganadería, las que se pervivieron durante todo el período colonial. Durante aquellos años también se establecieron pueblos de indios en las sabanas para concentrar a esas comunidades: San Andrés de Sotavento, Chinú, Cereté, Toluviejo, Colosó, Morroa, Sampués y Pinchorroy (o Chimá). En cambio, los españoles se concentraron en Tolú, Santa Cruz de Lorica, Sincelejo y Corozal.
Basándose en un padrón colonial de 1778, se puede estimar que un porcentaje importante de la población eran indios, especialmente en las comunidades de Sampués, San Andrés y Toluviejo. Junto a los libres de color conformaban la mayoría de la población. En cambio, en Corozal, aunque la mayoría de la población era catalogada como libre de color, había un alto porcentaje de pequeños hacendados y ganaderos españoles, pobres pero deseosos de riqueza, y ningún indio.

### Contrabando
En las sabanas había numerosos contrabandistas, especialmente en Sincelejo, pueblo especializado en las plantaciones de caña de azúcar y la producción de aguardiente. Sin embargo, se había establecido un estanco de ese producto, forzando a sus productores a volverse contrabandistas, generando una cultura de ilegalidad: «echaban mano de las armas, y muchas veces resistieron con ellas a la Justicia». Para empeorar las cosas, las órdenes del gobierno cartagenero eran que todo pago de aguardiente y mercancías debía hacerse en papel moneda y las apodadas chinas, monedas de bronce, ambos emitidos por el nuevo gobierno desde el 23 de mayo. Como eran fácil de falsificar ningún comerciante las quería y las monedas de oro y plata empezaron a guardarse.
Cuando el alcalde local intentó imponer la nueva ley, estalló un motín en agosto y fue reemplazado por Pedro Martínez, seguidor de Pedro Paternina. Los motines era relativamente frecuentes en la Hispanoamérica colonial, y ocurrían cuando una población se levantaba contra las autoridades locales para forzarlas a aplicar de una ley de forma más suave o no aplicarla en absoluto, pero no para iniciar una revolución política, siguiendo la costumbre de muchos motines de alzarse al grito de «¡Viva el rey y muera el mal gobierno!».
Por último, en las sabanas odiaban al nuevo corregidor, doctor Ignacio Muñoz Jaraba, quien había sido impuesto desde el puerto, intentó aplicar reformas en la región y había ayudado a derrocar el 11 de noviembre de 1811 a José María García de Toledo, líder político cartagenero muy popular en las sabanas, llevando al poder a los hermanos Gutiérrez de Piñeres. El nuevo gobierno obligó a las autoridades locales a jurar lealtad pública al nuevo régimen, lo que fue hecho de mala gana por los sacerdotes de las sabanas. Sin embargo, según McFarlane, lo más probable es que los habitantes estuvieran más motivados a rebelarse por el estanco, no cuestiones políticas. También señala que fuentes de la época, como el cura Escobar, no atribuyen la rebelión a los llamados toledistas, pero sin duda las facciones políticas de Cartagena ejercían su influencia en el campo.
Para McFarlane, las fuentes no parecen indicar ninguna causa racial en el levantamiento. En Cartagena, los pardos y negros apoyaron la revolución porque les ofrecía igualdad de derechos, pero la mayoría parda que había en las sabanas se mostró contraria, similar a lo sucedido en Patía y los Llanos de Venezuela. Escobar atribuía dicha actitud a su supuesta ignorancia y al discurso de los sacerdotes, que hacían equivalente el defender la religión con el defender la monarquía. Sin embargo, es más probable que sólo quisieran defender su tradicional autogobierno frente a las injerencias del nuevo gobierno de la ciudad.

### Conspiraciones
A esto se sumaba la propaganda que hicieron los sacerdotes realistas, pues les habían enseñado a los locales a considerar la figura del rey estrechamente vinculada a su condición de cristianos: «Los Pueblos acostumbrados a creer todo lo que les enseñan sus Pastores», que les decían que la nueva Constitución de Cartagena establecía que «la fornicación no es pecado, que el Bautismo no obliga hasta el uso de la razón, y que la confesión Sacramental es una invención de los eclesiásticos para saber los pecados de sus penitentes». Básicamente, acusaban a los revolucionarios de ser unos jacobinos que amenazaban la religión católica. De ahí que fueran curas y comandantes de los rebeldes al mismo tiempo.
Además, muchos indios veían en la monarquía española una protección frente a los terratenientes, que estaban representados en los nuevos gobiernos revolucionarios. Esto fue aprovechado por los curas, quienes les dijeron que las Cortes de Cádiz habían abolido el tributo indígena y era el gobierno cartagenero quien lo mantenía de forma ilegal. Así, si las autoridades peninsulares se reestablecían, dejarían de pagar el tributo.
También había muchos militares de Cartagena que tenían contactos secretos con los realistas de Santa Marta, como el comandante de armas de la provincia, José Guerrero Cavero, quien visitó Sampués, Chinú y Corozal para hablar con sus cómplices en junio de ese año.

## Fuerzas enfrentadas

### Realistas
En una carta a Fernández Rebustillo, los rebeldes declararon: «Gloria a Dios en las alturas que nos ha unido con tal acierto, contando con 5.000 hombres, y sólo nos detiene el proceder a reconquistar toda la provincia la protección de esa con tropas y jefes disciplinadas, aunque no sean más que 500 o 300 hombres disciplinados, armas, pólvora y demás pertrechos de guerra necesarios a nuestros justos intentos, y como tal estamos aguardando con ansias estos socorros, que pedimos con oportunidad […] y sin pérdida de tiempo, no sea que nos invadan los jacobinos». El fraile Escobar en sus Memorias sostiene: «El total de las fuerzas enemigas en Oveja era como 1.200 hombres, pero de éstos sólo había 200 armados de fusiles y escopetas, y todos los demás con lanzas, machetes, hondas y flechas». El sacerdote Vásquez afirmaba en su Informe que los rebeldes tenían «reuniendo 1.500 o 2.000 hombres de todas armas». Basado en aquellas estimaciones, McFarlane creía que en realidad eran 2000 hombres distribuidos en partes iguales entre los partidos de Tolú y Sinú.

### Patriotas
La columna cartagenera enviada a someter a los rebeldes contaba con una compañía de patriotas (milicia), dos compañías de línea y una de caballería reforzada por voluntarios durante la marcha. En los pueblos se reclutó suficientes hombres para armar otras dos compañías, una de infantería y otra de caballería. En total, más de 600 hombres según documentos de la época. Este número es aceptado por el historiador José Manuel Restrepo.

## Rebelión

### Inicio
El 15 de septiembre de 1812, estalló una rebelión en Sincelejo, donde los pueblerinos juraron lealtad al rey Fernando VII de España: «el contagio de la rebelión se había transmitido a la velocidad de un rayo (...) en un momento se hizo general», especialmente en los pueblos de las sabanas occidentales. Pronto se les sumaron Sampués, San Andrés y Chinú, mientras que Corozal se mantuvo leal a Cartagena. En este último pueblo pronto estalló un motín en que un centenar de hombres forzó a dimitir a su alcalde, José de Flórez. Corozal era un punto de paso estratégico que conectaba las sabanas con los montes de Santa María y el valle del Sinú, el epicentro de la actividad ganadera de la región y favorecida por ubicarse ahí la casa del estanco del aguardiente de la región. Además, su sacerdote, Eustaquio Romero, se mostró partidario de la independencia.
En once días se sumaron los pueblos de Chimá, Sahagún, Morroa, Sincé, Magangué, Caimito, Tacamocho, Tetón y la villa de San Benito Abad. Sin embargo, Ovejas, Sincé, San Jacinto, San Juan Nepomuceno, El Guamo y El Yucal siguieron leales a Cartagena. El 18 de septiembre, el fraile patriota Joaquín de Escobar pudo llegar a El Carmen después de huir de Sincelejo. Envió un chasqui al puerto para informar de la rebelión y se atrincheró con 120 hombres, consiguiendo el apoyo de San Jacinto, San Juan Nepomuceno, El Guamo, El Yucal y Barranca.
El 22 de septiembre, llegaron a Corozal 500 indios de San Andrés y Sampués cargando al autoproclamado generalísimo, padre Pedro Martín Antonio Vásquez, en una hamaca. Luego se les unieron 200 hombres de Sincelejo liderados por Pedro Paternina. En la iglesia local Vásquez celebró un Te Deum y una fiesta con el estanco de aguardiente. Al día siguiente, hizo su «entrada solemne» otro contingente al mando de Manuel de Jesús Betín (o Vetti) desde Chinú. El 24 de septiembre se celebró un Te Deum en Ayapel, donde se juró lealtad al rey al grito de «¡Villa de Ayapel, partido de Sabanas y de Tolú, por nuestro rey Don Fernando!». Luego, en las cuatro esquinas del tablado que se instaló, se lanzaron monedas y hubo bailes. Luego, se organizó la compañía fija Unión al Soberano de 110 plazas al mando del peninsular Domingo Reynalt. En estos momentos los rebeldes atacaron las propiedades, no a las personas y celebraron rituales religiosos y fiestas, siguiendo las costumbres de la época para legitimar su movimiento. Además, tomaron líderes para indicar su mando: Vásquez se autoproclamó «generalísimo»; Andrés Ruz, cura de Colosó, «comandante de los pueblos unidos»; José Saturnino Sotomayor, cura de La Concepción, quien se autonombró «capellán del ejército real»; y José de Murcia, un capuchino, médico y cirujano de la tropa.
El 24 de septiembre, el jefe de la guarnición realista en Tenerife, teniente coronel Antonio Fernández Rebustillo, ocupó Corozal por invitación local, recibiendo refuerzos de los rebeldes. Las tropas patriotas en Yatí desertaron y dejaron solo al comandante Manuel Guerrero. Sin embargo, según un artículo de la época abandonaron sus fusiles, que pudieron recuperarse para los patriotas. Cuatro días más tarde cayó San Juan y luego El Carmen, dejando abierta la ruta al puerto. Al mismo tiempo, varios jefes patriotas desertaron. El comandante del departamento de Lorica, Diego de Castro, y el comandante de Tolú, Silvestre Pinzón. Al desertar, los oficiales les entregaron las baterías de Yatí y Sapote y la lancha cañonera n.° 4 en la bahía de Cispatá, cargada de 40 quintales de pólvora, 20 cañones y numerosos fusiles, provocando que los habitantes de la bahía se sometieran. Se estableció un cuartel general en Corozal, donde se disciplinó a las milicias y los vecinos enviaban carne y bollos, y del estanco se daba tabaco, jabón y un trago diario de aguardiente «por cuenta del rey».

### Derrota
Confiado, Fernández Rebustillo se dedicó a visitar los pueblos de la región, recibiendo a los párrocos que le visitaban, haciendo celebración, nombrando funcionarios y autotitulándose «gobernador civil y militar de las Sabanas y Sinú». El 13 de octubre se había despachado desde Santa Marta su nombramiento como juez mayor y jefe militar de todos los pueblos que habían jurado obediencia al rey, quedando como lugarteniente del coronel José del Castillo Calderón de la Barca, gobernador y comandante general interino de Santa Marta.
Esto permitió al puerto preparar una expedición al mando del coronel Manuel Cortés Campomanes, quien siguió una ruta terrestre por Mahates hacia Ovejas, la puerta de entrada a las sabanas y donde Fernández Rebustillo trasladó su cuartel general. En la aldea, el jefe realista instaló estacas y vallado alrededor y en las casas artillería, junto con proveerla con numerosas tropas. Entre tanto, otra fuerza fue enviada por mar para amenazar Tolú a cargo del comandante Miguel Carabaño.
El 17 de octubre, la columna de Cortés Campomanes llegó a San Juan, donde reclutó a algunos voluntarios locales y continuó su marcha hasta llegar a El Carmen el día 25, donde permanecieron dos semanas reclutando más hombres y disciplinando a las unidades. El 11 de noviembre salieron hacia Ovejas para enfrentar a sus enemigos y al día siguiente venció junto al arroyo Mancomoján a Fernández Rebustillo. El 14 de noviembre, Cortés Campomanes nuevamente venció, esta vez en las Ovejas. Luego sus hombres entraron en la localidad, encontrándola evacuada. La victoria garantizó la llegada a Cartagena de granos, carnes saladas, cerdos y vacunos de las sabanas y del Sinú. Mientras los vencidos huían a los montes o volvían a sus pueblos, el alcalde de Corozal y dos regidores fueron al campamento patriota a pedir perdón para ellos y su localidad. El 15 de noviembre, los patriotas entraron en Corozal, donde llegaron los alcaldes de Sincelejo y Chinú, fueron las primeras aldeas en rendirse. Luego vinieron el resto de los alcaldes, pero ninguno de los curas.
Fernández Rebustillo huyó por la villa de San Benito a Pinto, en tierras samarias. Los soldados peninsulares del Albuera junto a su comandante y los sacerdotes que encabezaron la rebelión quemaron Zambrano en su retirada con rumbo a Tenerife. El valle del Sinú, Lorica y Tolú intentaron resistir bajo el mando de Castro, pero fueron fácilmente vencidos porque no recibieron ayuda de Santa Marta. Debido a su resistencia, los vecinos de Lorica fueron especialmente castigados. El 26 de noviembre, Cispatá fue tomada por Carabaño con 200 hombres y algunos barcos.

## Consecuencias
El breve levantamiento dejó claro que el movimiento revolucionario de Cartagena no tenía mucha popularidad en las zonas rurales del interior de la provincia. El territorio rebelde quedó con guarniciones patriotas que no dudaron en imponer exigencias económicas y de avituallamiento a los locales. Para el gobierno cartagenero, las sabanas eran vitales para obtener víveres, pero también para mantener las siempre difíciles comunicaciones con el interior. Por ello no podían perderlas o pronto estarían bajo asedio.
Como castigo, Cortés Campomanes ordenó reclutar a 800 hombres de las sabanas y llevarlos a Cartagena para emplearlos en la lucha contra Santa Marta. También se embargaron los bienes de Juan Mont, Vicente Pujadas y Juan Bautista Vergara, quienes lideraron el movimiento en Corozal; casos similares sucedieron en Chinú y Tolú. También se despidieron a los empleados públicos implicados en la revuelta. Lograron fugarse los cabecillas Pedro José y Javier Paternina, Manuel de Jesús Betín, el padre Vásquez y Teodoro Vergara. Sin embargo, se fusilaron a 2 individuos en Corozal (incluyendo a Castro), 17 en Lorica, 4 en Sincelejo y un número desconocido en Tolú.
El movimiento fue aprovechado por Manuel Rodríguez Torices, vicepresidente provincial que había sido elegido en marzo de ese año con poderes dictatoriales, para reforzar su política de enfrentamiento con los realistas. De hecho, el estallido de la revuelta y la cercanía de sus enemigos en Santa Marta probablemente llevaron a la militarización de la sociedad cartagenera, quizás temiendo sufrir el mismo destino que la Primera República de Venezuela durante la reconquista de Domingo Monteverde, donde revueltas permitieron el avance de las fuerzas monárquicas.
La ofensiva de Fernández Rebustillo fue más un hostigamiento que una seria ocupación de las sabanas. Su retirada fue rápida después de los combates y tan pronto sucedió el levantamiento se acabó. Posiblemente se debió a que confiaba en poder mantener el territorio con las tropas a su disposición, que eran y le llegaron más de Santa Marta, ya fuera porque no las pidió por despreciar a los cartageneros o porque las pidió y le fueron negadas.
El caos en las sabanas dio la oportunidad a los samarios para avanzar sobre el Magdalena, cortando las comunicaciones fluviales entre el puerto y las provincias del interior neogranadino, lo que forzó a una campaña para expulsarlos.